# БТР-3
БТР-3 — украинский бронетранспортёр, разработанный Харьковским конструкторским бюро по машиностроению имени А. А. Морозова. Является дальнейшим развитием бронетранспортёра БТР-80.
Предназначен для транспортировки личного состава мотострелковых подразделений и их огневой поддержки в бою. БТР используется для оснащения подразделений, способных вести боевые действия в различных условиях, в том числе в условиях применения противником оружия массового поражения.

## История создания и производства
Разработка БТР-3 началась в 2000 году. Первый БТР-3У «Guardian» проектировался по техническому заданию компании ADCOM из ОАЭ для участия в конкурсе на поставку БТР для морской пехоты ОАЭ. Первая машина была сделана на базе БТР-94 - модернизации БТР-80, разработанной по заказу Иордании на Харьковском заводе транспортного машиностроения имени В. А. Малышева (ХЗТМ), в КБ отдела «65». Разработка конструкции БТР-3 была завершена в 2002 году. Помимо ХКБМ, в разработке и создании БТР-3 и его модификаций участвовали «Государственный научно-технический центр артиллерии и стрелкового вооружения» (Украина), «ADCOM Manufacturing Company Ltd. WLL» (ОАЭ), «Deutz AG» (ФРГ) и «Allison Transmission» (США). В производстве БТР-3 задействованы 10 предприятий концерна «Укроборонпром»".
16 августа 2004 года конструкция "колёсного бронетранспортера на базе взятого за прототип БТР-80" была запатентована.
Производство корпусов для БТР-3 по некоторым данным находилось в Мариуполе Донецкой области на заводе «Азовмаш».  Существуют утверждения о производстве корпусов БТР-3 на Лозовском кузнечно-механическом заводе.
В дальнейшем, производство корпусов было освоено на Киевском бронетанковом заводе (где происходит сборка БТР-3).
Эксплуатационные затраты у БТР-3Е меньше, чем у БТР-4, в июне 2014 они составляли около 5 тыс. гривен в месяц.
По состоянию на начало 2015 года, предприятиями военно-промышленного комплекса Украины был освоен выпуск 90% компонентов и комплектующих к БТР-3. Как сообщил в интервью директор Киевского бронетанкового завода В. Лисица, по результатам двенадцати месяцев интенсивной эксплуатации в условиях боевых действий, к началу ноября 2015 года в конструкцию БТР-3 были внесены почти 740 изменений, в результате которых были устранены имевшиеся ранее недочёты, повышены боевая эффективность и технологичность производства (в частности, изменено расположение сварных швов). Кроме того, были начаты работы по созданию опытного образца БТР-3 с двигателем MAN немецкого производства.
В начале ноября 2015 года на выставке вооружения «Defense & Security-2015» было подписано рамочное соглашение о намерении начать производство БТР-3Е1 и запасных частей к ним на территории Таиланда.

## Описание конструкции
БТР-3 имеет сходную с советскими БТР-70/80 компоновку с расположением отделения управления в передней части корпуса, совмещённого десантного и боевого — в средней, а моторно-трансмиссионного — в кормовой части машины.
БТР способен вплавь форсировать водные преграды. На плаву приводится в движение одним водомётным движителем, установленным в кормовой части корпуса. Для преодоления водной преграды, водитель, не выходя из бронетранспортёра, активирует водоотражательный щиток и включает водооткачивающие насосы.
Штатный экипаж БТР-3Е1 состоит из двух человек: механика-водителя и оператора боевого модуля. Десантный отсек бронетранспортёра вмещает до восьми мотострелков, которые заходят в машину и выходят из неё через двухстворчатые бортовые люки с каждой стороны корпуса. Нижняя часть двери опускается вниз и формирует ступеньку, а верхняя часть открывается в сторону по ходу движения машины. На крыше также имеются люки.
Также на БТР-3Е1 установлены автоматическое противопожарное оборудование в моторно-трансмиссионном отделении и система кондиционирования воздуха.

### Защищённость
БТР-3Е1 имеет дифференцированную противопульную броню и противоосколочную защиту из материала типа кевлар. Броневой корпус собирается при помощи сварки из катаных листов гомогенной броневой стали. Большинство листов вертикального бронирования БТР-3, за исключением нижних бортовых и кормового, установлены со значительными углами наклона.
Броневой корпус БТР-3 имеет обтекаемую форму, повторяющую БТР-80 (с целью обеспечения движения по воде), однако по отдельному заказу возможен выпуск БТР-3 с увеличенной на 150 мм высотой десантного отделения.

### Подвижность
Рулевое управление оснащено гидроусилителем руля. Для повышения маневренности четыре передних колеса выполнены рулевыми. Бронетранспортёр оборудован централизованной системой регулировки давления в шинах, что даёт возможность водителю быстро менять давление для преодоления трудных участков бездорожья.
Двигатель и трансмиссия
На БТР-3У «Гардиан» устанавливается двигатель Deutz BF6M1015, мощностью 326 л.с. и автоматической трансмиссией Allison MD3066, либо двигатель УТД-20, мощностью 300 л.с.
На последней версии бронетранспортёра БТР-3Е1, устанавливается турбированный рядный шестицилиндровый дизельный двигатель MTU 6R106TD21 объёмом 7,2 л и мощностью 325 л.с., состыкованный с шестиступенчатой автоматической трансмиссией Allison 3200SP.
К началу 2015 года разработан вариант БТР-3 с трансмиссией украинского производства.
Ходовая часть
БТР-3Е1 оснащён пулестойкими французскими шинами Michelin. Шины — диагональные, бескамерные, переменного давления и размерностью 365/90 R18 или 335/80 R20.

### Вооружение
БТР-3У «Гардиан» оснащён боевым модулем КБА-105 «Шквал» с 30-мм автоматической пушкой ЗТМ-1, спаренным с ней 7,62-мм пулемётом КТ-7,62, двумя пусковыми установками ПТУР 9М113М «Конкурс-М» и 30-мм автоматическим гранатомётом. Комплекс управления огнём оснащён прицельным комплексом ОТП-20, который интегрирован с системой управления стрельбой управляемыми ракетами и двухплоскостным стабилизатором вооружения СВУ-500.
БТР-3Е1 оснащён одноместным башенным модулем БМ-3М «Штурм» со стабилизацией блока вооружения в двух плоскостях, разработанный ХКБМ им. Морозова под руководством М.Д. Борисюка. В модуле установлена 30-мм автоматическая пушка ЗТМ-1 (с боекомплектом 350 снарядов), 7,62-мм пулемёт КТ-7.62 (с боекомплектом 2000 патронов) и противотанковый ракетный комплекс «Барьер» с четырьмя ракетами, с левой стороны модуля установлен 30-мм автоматический гранатомёт КБА-117.
Комплекс управления огнём состоит из оптико-электронного прицельного комплекса ОТП-20, интегрированного с системой управления стрельбой ПТРК «Барьер» и стабилизатором вооружения СВУ-500 в вертикальной и горизонтальной плоскостях, что позволяет вести огонь на ходу.. На башне, по три штуки с каждой стороны, установлены 81-мм дымовые гранатомёты «Туча», приводимые в действие электроспуском.

### Система управления огнём и прицельные приборы
На БТР-3Е1 установлена оптико-электронная система наблюдения, прицеливания и управления огнём (СУО) «Трек-М» производства Черниговского завода радиоприборов («ЧеЗаРа») Система обеспечивает наблюдение и обнаружение наземных целей и вертолётов, прицеливание и дистанционное управление вооружением бронетранспортёра.
Командир имеет отдельное панорамное устройство наблюдения, поиска цели и целеуказания «Панорама-2П», и пульт управления для обеспечения дублированного управления вооружением боевого модуля через прицельные приборы наводчика. Панорамная камера способна подниматься на высоту до 0,5 м над башней и обеспечивать круговой обзор и используется командиром для целеуказания наводчику. Система панорамного наблюдения также производится на «ЧеЗаРа».

## Модификации

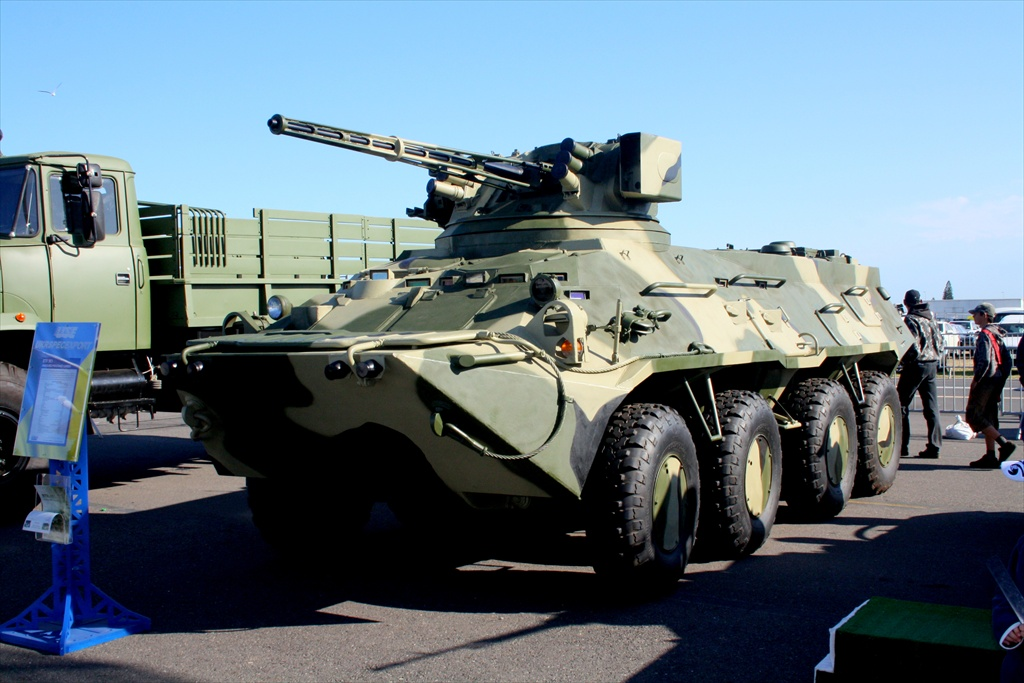
БТР-3Е1 на выставке Africa Aerospace and Defence Expo 2010

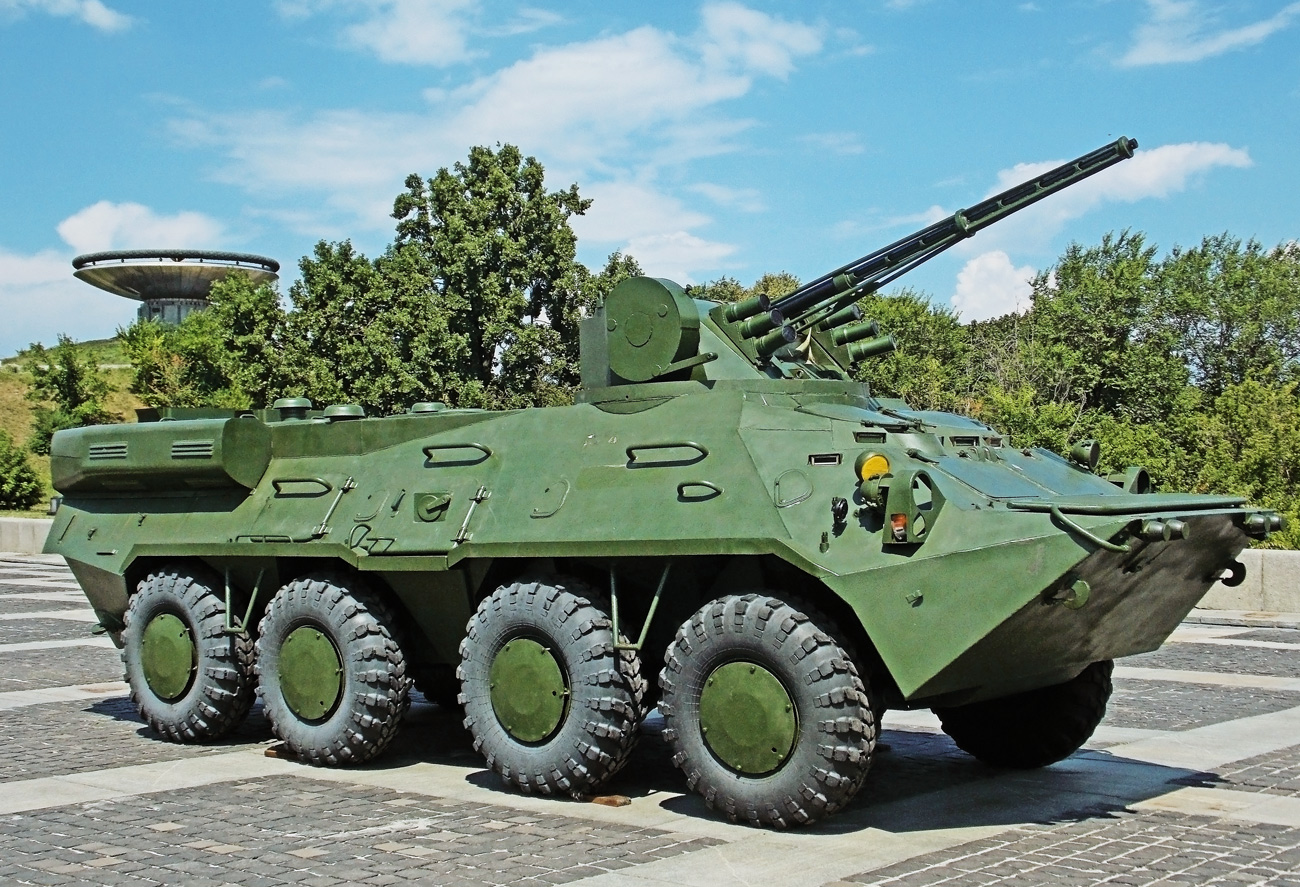
БТР-3Е как участник внешней экспозиции боевой техники в Национальном музее истории Украины во Второй Мировой Войне. Киев, июль 2016 года

- БТР-3У «Гардиан» — глубокая переработка БТР-94К, с двигателем Deutz BF6M1015 и автоматической трансмиссией Allison MD3066, либо двигателем УТД-20. Оснащён боевым модулем КБА-105 «Шквал».[20]
- БТР-3У1 — БТР-3У с боевым модулем БМ-3С, вооружённым автоматической пушкой ЗТМ-1 и 7,62-мм пулемётом ПКТ.
- БТР-3Е — с двигателем УТД-20 или Deutz BF6M1015. Оснащён боевым модулем БМ-3М «Штурм-М».[1]
  - БТР-3Е1 — БТР-3Е, в котором система управления огнём «Тандем» заменена на систему управления огнём TREK[10]
  - БТР-3Е1К — командирская машина[25]
  - БТР-3Е с башней CSE 90LP производства бельгийской компании CMI Defence - демонстрационный образец показан в феврале 2013 года на IDEX-2013[27]
  - БТР-3Е1Ш — командно-штабная машина[25]
  - БТР-3Е CPWS-30 — модификация 2014 года с боевым модулем CPWS-30 бельгийской компании «Cockerill»[28]
  - БТР-3ЕУ1 - модификация БТР-3Е, разработанная в 2015 году и разрешённая к эксплуатации в вооружённых силах Украины в 2015 году[29]
  - БРМ-3Е1 — разведывательная машина[25]
- МОП-3Е1 — машина огневой поддержки[25]
- БТР-3К — командирская машина
- БТР-3С — бронированная медицинская машина
- БТР-3БР — БРЭМ, оборудованный крюками, лебёдками и бульдозерным ножом.
- БТР-3РК — самоходный противотанковый комплекс, вооружённый 4 пусковыми установками ПТУР «Барьер» (боекомплект - 16 ракет)[30] и 12,7-мм пулемётом НСВТ[31]
- БТР-3М1 — самоходный миномёт, вооружённый 81/82-мм миномётом и 12,7-мм пулемётом НСВТ
- БТР-3М2 — самоходный миномёт, вооружённый 120-мм миномётом и 12,7-мм пулемётом НСВТ[10]
- БТР-3ДА — модификация 2015 года[32], с увеличенной до 104 км/ч максимальной скоростью и улучшенной защитой, массой 16,5 тонн. Принят на вооружение вооружённых сил Украины в ноябре 2015 года[33]
  - БТР-3ДА/70 - версия БТР-3ДА с бронированным корпусом, изготовленным с использованием нижней части БТР-70. В период с 19.10.2015 по 23.10.2015 оба образца БТР-3ДА и БТР-3ДА/70 успешно прошли ведомственные испытания.[34]

## Оценка машины
|                                     | БТР-3Е1          | БТР-4Е           | БТР-82А     | Boxer            | VBCI        | Patria AMV  | LAV III     | Pandur II   |
| ----------------------------------- | ---------------- | ---------------- | ----------- | ---------------- | ----------- | ----------- | ----------- | ----------- |
| Внешний вид                         |                  | [[               |             |                  |             |             |             |             |
| Год принятия на вооружение          | 2011             | 2011             | 2013        | 2011             | 2008        | 2003        | 1999        | 2007        |
| Боевая масса, т                     | 16,5             | 21,9             | 15,4        | 33,0             | 25,6        | 22,0        | 16,95       | 22,0        |
| Экипаж                              | 3                | 3                | 3           | 3                | 3           | 3           | 3           | 2           |
| Десант                              | 8                | 7                | 7           | 8                | 8           | 8           | 7           | 12          |
| Автоматическая пушка                | 1 × 30-мм        | 1 × 30-мм        | 1 × 30-мм   | —                | 1 × 25-мм   | 1 × 30-мм   | 1 × 25-мм   | 1 × 30-мм   |
| ПТРК                                | «Барьер»         | «Барьер»         | —           | —                | —           | —           | —           | «Спайк»     |
| Пулемёты                            | 1 × 7,62-мм      | 1 × 7,62-мм      | 1 × 7,62-мм | 1 × 12,7-мм      | 1 × 7,62-мм | 1 × 7,62-мм | 1 × 7,62-мм | 1 × 7,62-мм |
| Автоматический станковый гранатомёт | 1 × 30-мм АГС-17 | 1 × 30-мм АГС-17 | —           | 1 × 40-мм HK GMG | —           | —           | —           | —           |
| Мощность двигателя, л. с.           | 325              | 442              | 300         | 720              | 550         | 490         | 350         | 435         |
| Удельная мощность, л. с./т          | 19,7             | 20,2             | 19,5        | 21,8             | 21,5        | 22,3        | 20,6        | 19,8        |
| Макс. скорость, км/ч                | 100              | 110              | 100         | 100              | 100         | 100         | 100         | 105         |
| Запас хода по шоссе, км             | 600              | 690              | 600         | 1050             | 550         | 800         | 450         | 700         |
| Преодолеваемый брод, м              | плавает          | плавает          | плавает     | 1,5              | 1,2         | плавает     | 1,2         | плавает     |

|                                     | Stryker     | Фреччиа     | Лазар 2     | Pars        | Terrex           | Тип 96      | ZBL-09      | CM-32       |
| ----------------------------------- | ----------- | ----------- | ----------- | ----------- | ---------------- | ----------- | ----------- | ----------- |
| Внешний вид                         |             |             |             |             |                  |             |             |             |
| Год принятия на вооружение          | 2002        | 2009        | н/д         | 2012        | 2010             | 1996        | 2009        | н/д         |
| Боевая масса, т                     | 16,5        | 26,0        | 24,3        | 26,0        | 24,0             | 14,6        | 21,0        | 22,0        |
| Экипаж                              | 2           | 3           | 3           | 2           | 2                | 2           | 3           | 3           |
| Десант                              | 9           | 8           | 10          | 11          | 11               | 8           | 8           | 6           |
| Автоматическая пушка                | —           | 1 × 25-мм   | 1 × 30-мм   | —           | —                | —           | 1 × 30-мм   | 1 × 20-мм   |
| ПТРК                                | —           | —           | «Малютка»   | —           | —                | —           | «HJ-73»     | —           |
| Пулемёты                            | 1 × 12,7-мм | 2 × 7,62-мм | 1 × 7,62-мм | 1 × 12,7-мм | 1 × 7,62-мм      | 1 × 12,7-мм | 1 × 7,62-мм | 1 × 7,62-мм |
| Автоматический станковый гранатомёт | —           | —           | —           | —           | 1 × 40-мм CIS-40 | —           | —           | —           |
| Мощность двигателя, л. с.           | 350         | 550         | 480         | 524         | 450              | 360         | 440         | 450         |
| Удельная мощность, л. с./т          | 21,2        | 21,1        | 19,7        | 20,1        | 18,75            | 24,7        | 20,9        | 20,5        |
| Макс. скорость, км/ч                | 100         | 110         | 100         | 100         | 105              | 100         | 100         | 110         |
| Запас хода по шоссе, км             | 500         | 800         | 800         | 700         | 600              | 500         | 800         | 800         |
| Преодолеваемый брод, м              | 1,2         | 1,5         | 1,3         | плавает     | плавает          | 1,2         | плавает     | плавает     |

### Недостатки
Одна из причин отказа Азербайджана от закупок БТР-3 в 2013 году была связана с недостаточным усилением защищённости машины и сложностями с управлением 

## На вооружении

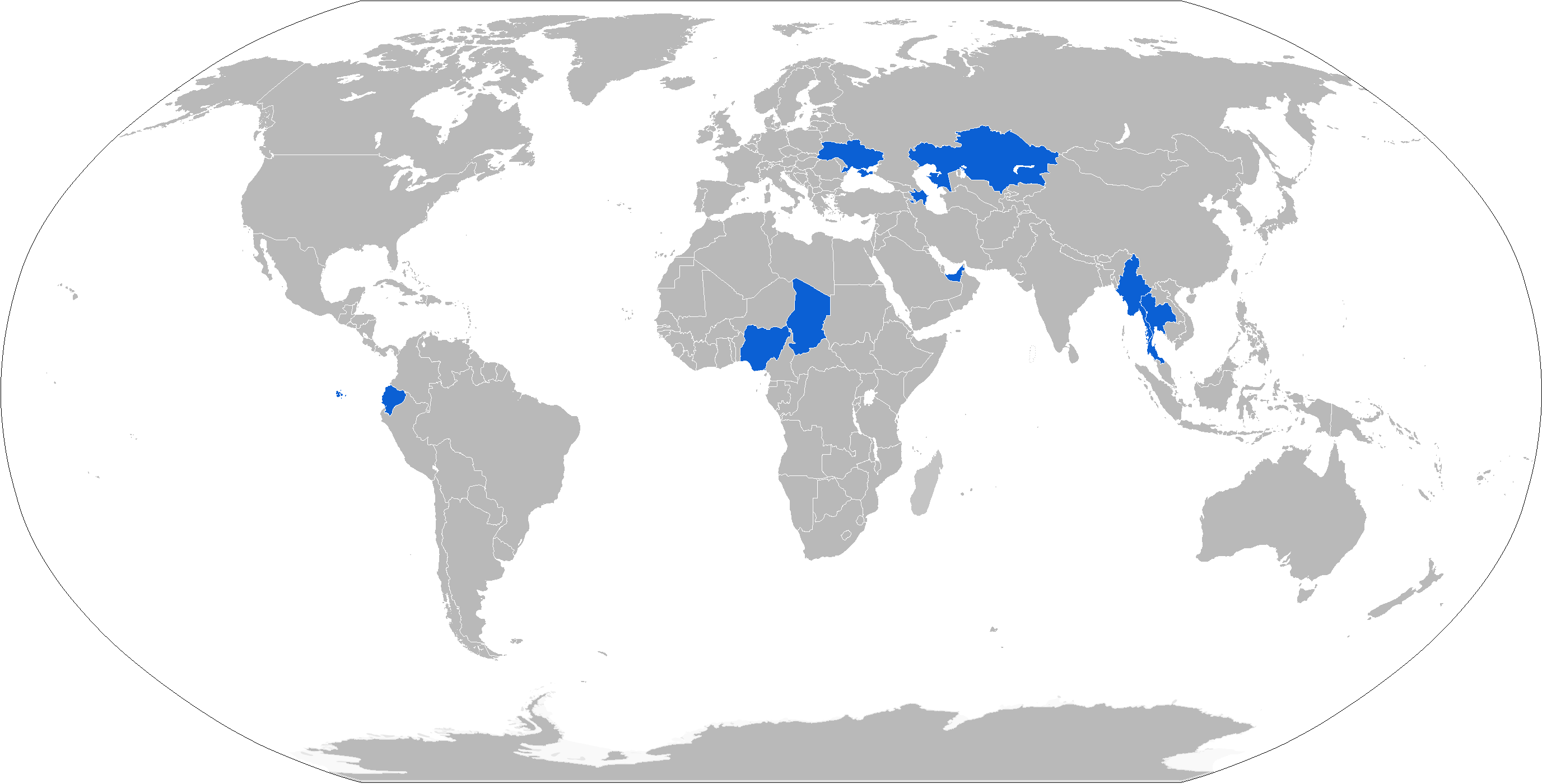
Операторы

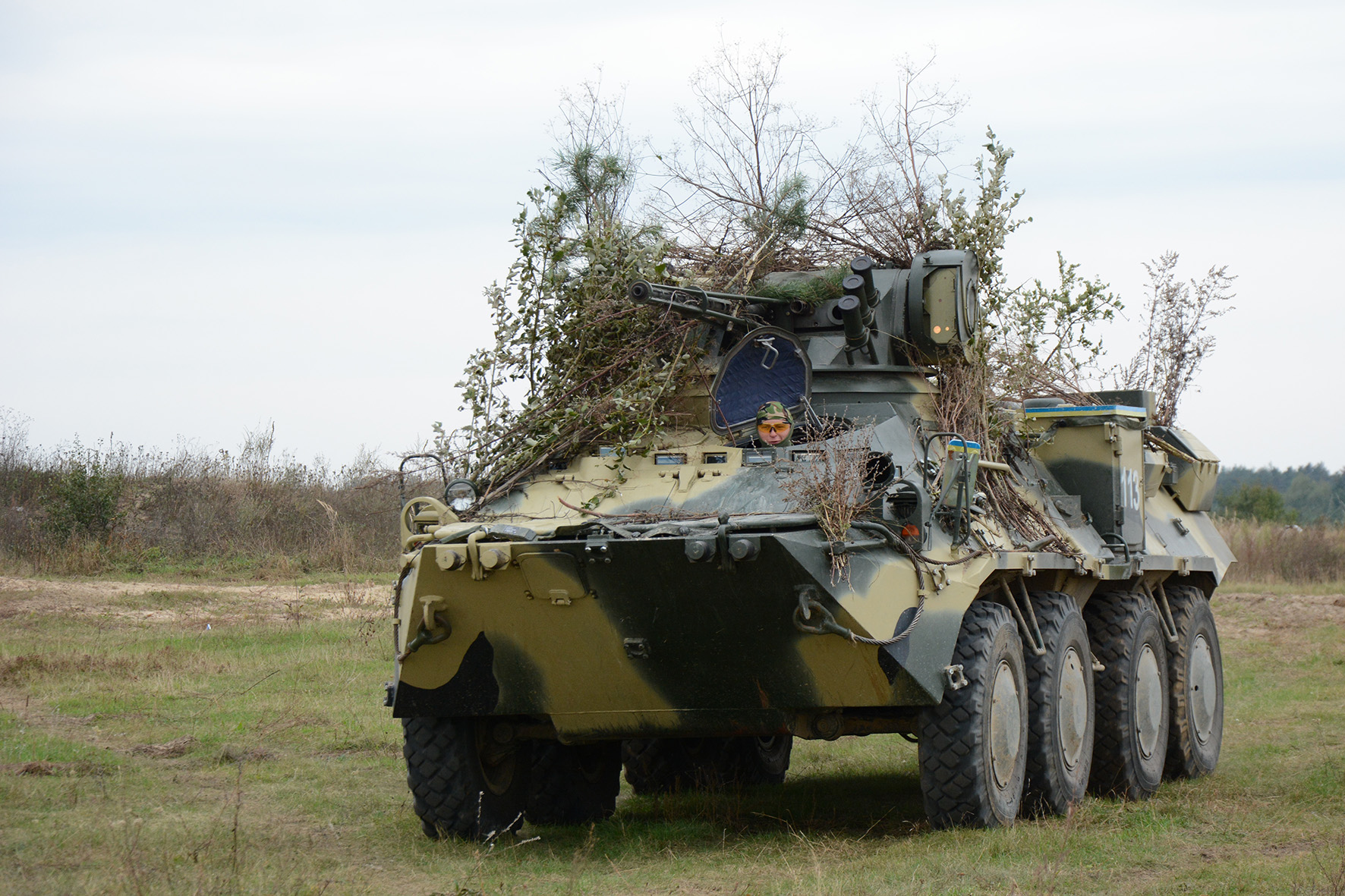
Украинский БТР-3 в Академии Сухопутных войск

- Азербайджан - 3 БТР-3, по состоянию на 2018 год[55]
- Казахстан — 2 БТР-3E, по состоянию на 2022 год [56]
- Мьянма — более 10 БТР-3У, по состоянию на 2022 год [57]
- Нигерия — 47 БТР-3У, по состоянию на 2023 год[58]
- ОАЭ — 90 БТР-3У «Гардиан» по состоянию на 2022 год [59]
- Судан — 10 БТР-3 по состоянию на 2022 год [60]
- Таиланд — 182 БТР-3Е1, 9 БТР-3К, 6 БТР-3С, 13 БТР-3БР, 12 БТР-3РК, 26 БТР-3М1/2  по состоянию на 2022 год[61]
- Украина:
  - Национальная гвардия Украины - более 32 единиц БТР-3Е1 и некоторое количество БТР-3 на 2022 год [62][63]
  - Сухопутные войска Украины - более 54 единиц БТР-3ДА, более 6 единиц БТР-3Е1 на 2022 год[64]
  - Десантно-штурмовые войска Украины - некоторое количество БТР-3Е1 состоят на вооружении на 2022 год[62]
  - Национальное антикоррупционное бюро Украины — 1 БТР-3 на 2016 год[65]
- Чад — 12 БТР-3Е по состоянию на 2022 год [66]